# Biagio Mercadante
Biagio Mercadante (Torraca, 12 maggio 1892 – Torraca, 30 agosto 1971) è stato un pittore italiano.

## Biografia
Studiò all'Accademia di belle arti di Napoli, dove fu allievo di Vincenzo Volpe, e contemporaneamente frequentò la scuola serale del nudo a bianco e nero, dove ebbe per maestro Michele Cammarano. Da quest'ultimo apprese l'uso dei mezi toni e del bianco e nero con valenza cromatica. Ancora legato alla tradizione ottocentesca napoletana, preferì dipingere soggetti lirici e intimi, ma ciò non gli impedì di partecipare a commissioni pubbliche e ai concorsi di epoca fascista. Nel primo dopoguerra tenne le prime esposizioni, e prese parte alla Biennale di Roma del 1921 e all'Esposizione della Promotrice di Napoli del '21 e del '22.
Nel 1927 fu tra i membri fondatori del "Gruppo Flegreo", e l'anno successivo del piccolo quartiere latino, che aveva come sede il suo studio nella zona di Porta Capuana e di cui facevano tra gli altri parte Giuseppe Uva, Saverio Gatto, Francesco Paolo Prisciandaro, Vincenzo Ciardo. Nel 1940 gli fu commissionata la decorazione pittorica della sezione Somalia della Mostra delle Terre d'Oltremare. Sempre nel 1940 partecipò al Premio Cremona vincendo il terzo premio, e il quarto premio nell'edizione successiva. I due dipinti vennero poi inviati alla Künstlerhaus di Hannover.
Dopo aver trascorso gli anni della guerra a Sapri, nel dopoguerra si trasferì nuovamente a Napoli e nel 1948 vinse il Premio Ravello. Nel 1952 si aggiudicò la tavolozza d’argento al Premio Michetti. Nel 1964 venne designato quale membro dell'Accademia tiberina. È stato definito "artista lirico e antiretorico con un antico spirito della sacralità del corpo femminile".